# The Regina Monologues
The Regina Monologues, llamado Los Monólogos de la Regina en España y Los Monólogos de la Reina en Hispanoamérica, es un episodio perteneciente a la decimoquinta temporada de la serie animada Los Simpson, emitido originalmente el 23 de noviembre de 2003. El episodio fue dirigido por Mark Kirkland y escrito por John Swartzwelder, siendo el último de los 59 episodios que escribió para la serie.

## Sinopsis
Todo comienza cuando el Sr. Burns retira un billete de 1000 dólares de un cajero automático, pero este lo golpea y se aleja volando en dirección a la casa de los Simpson, en donde Bart lo atrapa, sacándolo del pelo de Milhouse. Bart se pregunta qué hacer con el dinero, pero Marge les ordena a él y a Homer que repartan anuncios en la ciudad para que la persona que había extraviado el dinero lo encontrase. Pronto se forma una larga fila de personas en la casa para reclamar el billete, aunque nadie logra describirlo correctamente. Cuando todos se marchan, Lisa sugiere que gasten el dinero en Marge, quien necesitaba vacaciones, propuesta que la matriarca rechaza.
Al día siguiente, Bart muestra el billete de 1000 dólares en la escuela para que lo vean sus amigos. Cuando Milhouse le ofrece 25 centavos para volverlo a ver, a Bart se le ocurre la idea de abrir un museo en su casita del árbol: "El Museo del Bart Moderno". El negocio es un éxito, pero un día, cuando el Sr. Burns va a ver el billete, lo reclama como suyo. El anciano le muestra la marca que el billete había dejado en su pecho al golpearlo. El niño se ve obligado a devolver el billete y a cerrar el museo, que ya había perdido interés. Lisa afirma que el negocio recaudó 3000 dólares (el triple del valor del billete), por lo que deciden irse de vacaciones en familia. El Abuelo sugiere ir a Londres, en donde espera encontrarse con Edwina, una mujer que había conocido justo antes de la Operación Overlord.
La familia viaja a Londres y son recibidos por el primer ministro Británico, Tony Blair, el cual Homer confunde con Mr. Bean. Luego recorren la ciudad mientras el Abuelo se queda en el hotel tratando de localizar a Edwina por teléfono. Bart y Lisa comen demasiados dulces, provocándoles un estado de euforia debido a la gran cantidad de azúcar. La familia después conoce a J. K. Rowling y a Sir Ian McKellen.
Homer renta un Mini Cooper para recorrer Londres. Desafortunadamente, se atascan en una rotonda. Luego de manejar en círculos durante horas, Homer decide salir de repente  y termina derribando las rejas del Palacio de Buckingham y atropellando el carruaje de la reina Isabel II. Desconociendo la identidad del accidentado, Homer trata de meter el incidente bajo la alfombra, pero la Guardia Real lo atrapa.
Homer es puesto a juicio por haber dañado a la reina y haber destruido su carruaje. Primero, acusa a la monarca de impostora, ya que las iniciales de su equipaje eran "H.R.H." y Homer creía que significaban "Henrietta R. Hippo". La anciana, muy ofendida, ordena que Homer sea ejecutado. Es llevado a la Torre de Londres, en donde espera su ejecución y en donde planean empalar su cabeza en una pica. En ese momento su familia lo llama desde el exterior y le indican que use un túnel secreto construido hace siglos. Para recorrerlo, debía derribar un ladrillo de la chimenea. Sin embargo, el túnel conducía directo a la habitación de la reina. La reina llama a sus guardias, quienes acuden a detener a Homer, pero este se disculpa en nombre de su país y le pide a la monarca que busque en su "corazón incrustado de piedras preciosas" algún rincón para perdonarlo.
Finalmente, a Homer se le permite abandonar Inglaterra, con la condición de llevarse a Madonna con él. Cuando están a punto de abordar el avión, aparece Edwina y saluda al Abuelo, presentándoles a Abbey, su hija de 58 años de edad, quien comparte un gran parecido con Homer. Abe no puede creer que tenga una hija, por lo que pide huir. Sin embargo, Homer halla a Abbey muy atractiva y esta le acepta el cumplido.

## Producción

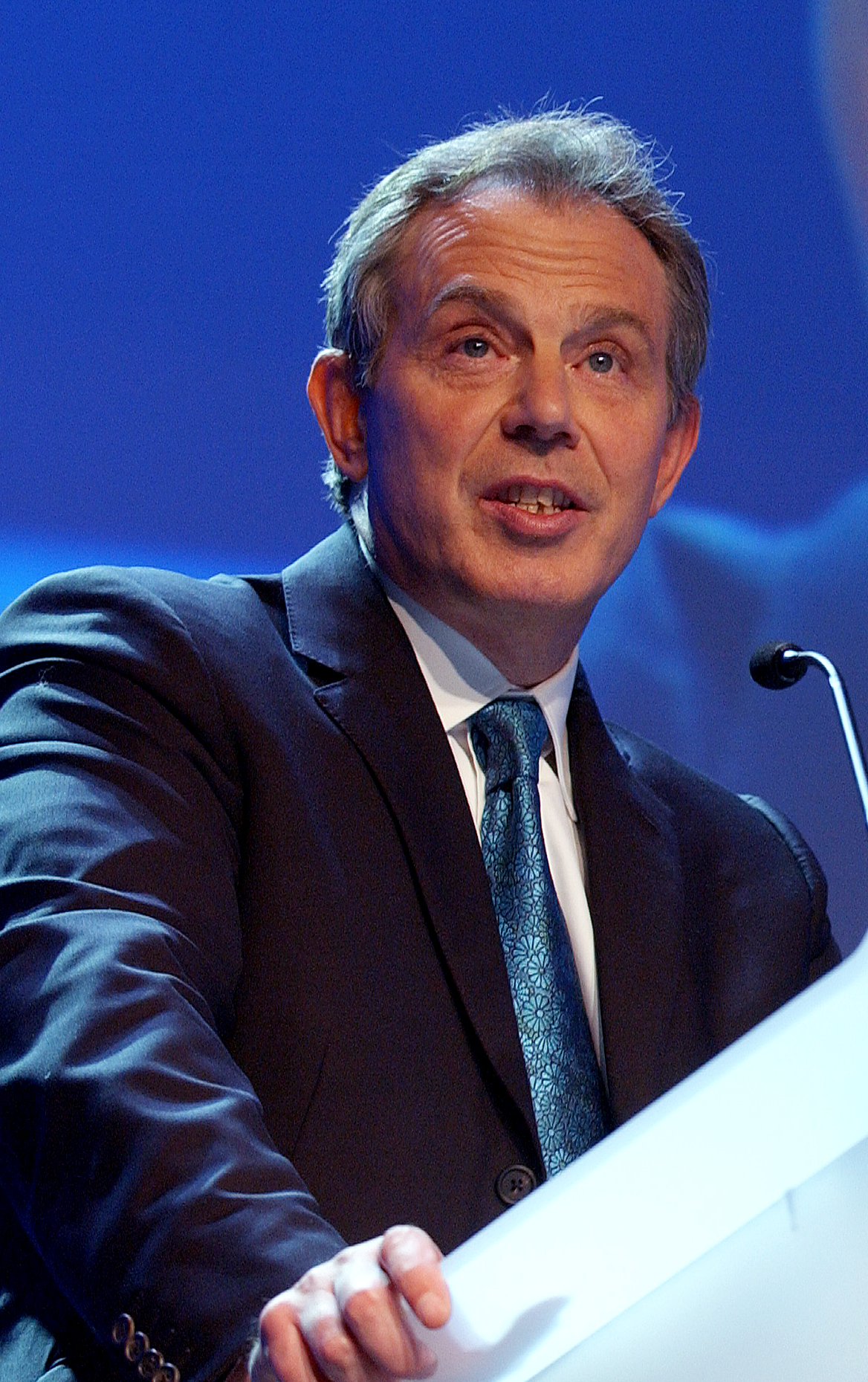
La negociación para conseguir que Tony Blair fuese la estrella invitada llevó ocho meses.

"The Regina Monologues" es, hasta 2015, el último episodio escrito por el guionista de Los Simpson John Swartzwelder, aunque trabajó en el libreto de Los Simpson: la película. El episodio fue dirigido por Mark Kirkland. El argumento basado en el choque de Homer al carruaje de la reina fue reciclado de un libreto que habían creado los productores ejecutivos de la serie Al Jean y Mike Reiss para The Golden Girls. En ese libreto, Dorothy Zbornak queda herida luego de un choque con el auto de la Madre Teresa de Calcuta.
Tony Blair grabó su parte en el episodio en abril de 2003, en diez minutos, en Downing Street. Blair recibió el libreto cuando este estaba todavía siendo escrito, y la negociación entre la FOX y el director de comunicaciones de Blair, Alastair Campbell, llevó ocho meses hasta que este accedió a ser una de las estrellas invitadas. En el libreto original, Blair le daría la bienvenida a los Simpson al Reino Unido "con carbón genuino de Newcastle" y le obsequiaría a Marge un Corgi", pero Campbell decidió cambiarlo, ya que de esta forma Blair "hacía muy obvio que por la única razón por la que aparecía en el episodio era para promocionar el turismo en Gran Bretaña". Los productores de la serie no sabían si Blair finalmente grabaría sus líneas hasta que el productor ejecutivo Al Jean y su esposa fueron a Londres a promocionar el episodio 300 de Los Simpson. Recibieron una llamada diciendo: "Si van a la calle Downing mañana y pueden prometer que la grabación se hará en quince minutos, el primer ministro lo hará". Jean estaba muy nervioso al encontrarse con Blair, y citó este evento como "uno de los más fantásticos de su vida". Blair fue la primera opción como estrella invitada en el episodio, pero los guionistas y animadores no pensaron que tendrían la oportunidad de convencerlo de participar. Blair es el único mandatario principal de un gobierno en haber aparecido como estrella invitada en la serie, con Rudy Giuliani siendo el otro político que accedió a grabar su voz.
J. K. Rowling grabó su parte vía satélite desde su hogar en Escocia, e Ian McKellen la grabó por teléfono. Evan Marriott, un concursante de Joe Millionaire aparece como sí mismo, mientras que Jane Leeves interpreta a Edwina. El futbolista del Manchester United Ryan Giggs es mencionado por Homer, algo que Giggs calificó como "genial".
Los guionistas originalmente crearon una lista de diez celebridades británicas que querían que aparecieran en el episodio. El Arzobispo de Canterbury Rowan Williams (un fanático de la serie) fue incluido en el libreto original como un guía de turismo, y presentando a algunos de sus parientes alrededor de Londres. Williams tuvo que rechazar su parte debido a otros compromisos. El libreto también incluía un papel para un músico; los guionistas querían conseguir a David Bowie o a Morrissey, pero la parte no encajaba en el episodio. David y Victoria Beckham iban a aparecer también en el episodio, y serían vistos peleando en la calle. Fueron descartados cuando Blair aceptó ser una de las estrellas invitadas; además, pensaron que David y Victoria no eran lo suficientemente famosos en los Estados Unidos para ponerse en contacto con ellos.

## Recepción
El episodio se estrenó originalmente en Estados Unidos el 23 de noviembre de 2003 en la cadena FOX, y el 9 de enero de 2004 en el Reino Unido en Sky One. IGN.com eligió al episodio como el mejor de la decimoquinta temporada, diciendo que "podría no ser el mejor episodio de la historia, pero tiene muchos momentos graciosos", además de llamarlo "extremadamente divertido" y "un avance con respecto a las tres temporadas previas". Tony Blair fue criticado por varios comentaristas por su aparición en el episodio, debido al hecho de que grabó su parte durante la guerra de Irak. El periodista del Sunday Telegraph Jack Roberts notó que "no fue el mejor momento de Blair para hacerlo". Por otra parte, Simon Crerar de The Times nombró a la aparición de Blair como una de las 33 mejores apariciones como estrella invitada en la historia del programa, y la BBC la clasificó como "un golpe maestro a las relaciones públicas". El episodio fue incluido en el DVD Vuelta al Mundo en 80 D'ohs.
Cuando Blair dejó su cargo en 2007, trascendió que su sucesor como primer ministro del Reino Unido, Gordon Brown, también había sido seleccionado para actuar como estrella invitada en el programa. El animador Dan Povenmire notó que el público estadounidense necesitaría subtítulos para entender qué era lo que estaba diciendo Brown. La actriz de voz Yeardley Smith dijo que le gustaría que Brown apareciese en Los Simpson, pero este lo rechazó diciendo que "Creo que Tony Blair lo hizo, pero no pienso que sea para mí". El creador de la serie Matt Groening confirmó que Brown no sería contactado para grabar su voz. "Creo que con Tony Blair llenamos nuestra cuota de Primeros Ministros Británicos que vamos a llevar al programa. Necesitamos uno por siglo: creo que esa es la regla. Lo siento, Gordon Brown, ¡es demasiado tarde!"